# Bitwa o Monmouth
Bitwa o Monmouth – starcie zbrojne mające miejsce 28 czerwca 1778 podczas wojny o niepodległość Stanów Zjednoczonych, między oddziałami amerykańskich dowodzonymi przez Georga Washingtona, a armią brytyjską.

## Sytuacja przed bitwą
Dla zimujących w Valley Forge oddziałów amerykańskich sytuacja polityczna była korzystna. W lutym 1778 Amerykanie podpisali pakt z Francją, z której zaczęły docierać broń, zaopatrzenie, pieniądze i jednolite mundury dla Armii Kontynentalnej. Przybył także stamtąd, przysłany przez Benjamina Franklina, Friedrich Wilhelm von Steuben, który rozpoczął regularne szkolenie wojsk: wprowadził pruskie wzorce dyscypliny i musztry. Nauczył żołnierzy marszu kolumnami, co pozwoliło na zrównanie kroku, osobiście pokazywał jak należy walczyć i posługiwać się muszkietem i walczyć na bagnety. Wyniki jego szkolenia okazały się rewelacyjne, morale Armii Kontynentalnej znacząco się podniosło. 
W kwietniu 1778 większość żołnierzy w Valley Forge została przeszkolona według zasad von Steubena, a także wyposażona i umundurowana przez Francuzów.
W maju 1778 dowódca sił brytyjskich, generał Henry Clinton, dostał rozkaz wycofania wojsk z Filadelfii i skoncentrowania swoich oddziałów w głównej bazie brytyjskiej w Nowym Jorku. 18 czerwca rozpoczął 150-kilometrowy marsz: kolumna jego oddziałów, liczących 10 tysięcy wojsk regularnych i kilka tysięcy lojalistów, plus tabor, była długa na niemal 19 kilometrów. Amerykanie spowalniali marsz budując przeszkody i urządzając zasadzki. Obie strony cierpiały od upałów, tracąc wielu żołnierzy na skutek porażenia słonecznego.

## Bitwa
24 czerwca generał George Washington zwołał naradę wojenną, by omówić strategię: czy należy rozpocząć walkę, czy czekać na rozwój sytuacji. Armia Kontynentalna, mimo że już lepiej wyszkolona, wyposażona i umundurowana, miała wciąż tylko równą liczbę żołnierzy co Brytyjczycy i nie mogła sobie pozwolić na utratę inicjatywy. Amerykanie dysponowali 11 000 żołnierzami, a Brytyjczycy około 10 000 ludzi. 
Ostatecznie zdecydowano by 28 czerwca wysłać pięciotysięczny oddział, by zaatakowali brytyjską tylną straż w okolicach Monmouth Court House. Początkowy atak, ze względu na nieprecyzyjne rozkazy generała Charlesa Lee, był rozdrobniony i został dwukrotnie odparty. Dowodzący brytyjską ariergardą generał Charles Cornwallis przejął inicjatywę, przeszedł do kontrataku i zmusił Amerykanów do odwrotu, który przekształcił się w paniczną ucieczkę.
Wycofujące się oddziały generała Lee spotkały się z Washingtonem, który osobiście przejął dowodzenie i utworzył linię obrony. Wsparły go oddziały Armii Kontynentalnej generała Wayne’a: ustanowiono solidną pozycję obronną z wysuniętymi skrzydłami i bateriami artylerii na obu skrzydłach.
Dzięki umiejętnemu wykorzystaniu terenu, brytyjskie oddziały atakujące kolejno lewe skrzydło amerykańskie (pod dowództwem generała Williama Alexandra) i prawe (generał Nathanael Greene) napotykały bardzo silny ogień piechoty i dział amerykańskich, strzelających skośnym ogniem w poprzek linii brytyjskich. Powodowało to bardzo wysokie straty i załamanie się ataków, mimo ich zaciekłości. Udało się im wreszcie zepchnąć oddziały w centrum linii amerykańskich, ale wyczerpani, nie podjęli dalszych działań. Dowodzący tam amerykański generał Wayne chciał podjąć kontratak, ale zapobiegły mu zapadające ciemności. Bitwa zakończyła się o godzinie 18:00. 
Następnego dnia Washington chciał podjąć natarcie, ale okazało się, że Brytyjczycy wycofali się pod osłoną nocy.

## Skutki
Straty szacowane są na 350 zabitych, rannych i zaginionych Amerykanów i 300 zabitych, rannych i zaginionych Brytyjczyków. Około 100 ludzi zmarło z gorąca po obu stronach. Dodatkowo, w czasie marszu z Filadelfii do Nowego Jorku, z najemnych oddziałów brytyjskich zdezerterowało około 550 żołnierzy, co oznaczało, że Clinton stracił dodatkowy batalion (część z nich dołączyła potem do armii amerykańskiej). 
Bitwa, jedna z największych w czasie wojny o niepodległość, udowodniła, że dzięki szkoleniu von Staubena, Armia Kontynentalna jest w stanie walczyć z armią brytyjską na równych prawach i odnieść strategiczne zwycięstwo (taktyczne odnieśli Brytyjczycy, wycofując się w porządku, mimo strat). Bitwa była końcem kariery generała Charlesa Lee, pozbawionego dowództwa za nieefektywność.